# Visions-Partiet
Visions-Partiet er et dansk politisk parti, der blev grundlagt i 2002 af Eskild Tjalve. Partiet arbejder på et humanistisk og holistisk idégrundlag med forståelse for menneskets åndelighed og betragter selv sin politik som tværgående på den klassiske højre-venstre-skala. Partiet arbejder for at få visdom og helhed indført i dansk politik  og partiets mærkesager er bl.a. at få bragt birvirkningsfri og holistisk naturbehandling ind i det traditionelle sundhedssystem, samt at miljøet og menneskets trivsel skal vægtes højere end økonomi og profit. 
Partiet havde kandidater opstillet til kommunalvalgene og regionsrådvalget i november 2005, hvor der opstilledes i hhv. Region Syddanmark og Region Hovedstaden, samt i Køge Kommune.
Partiet stillede også op til kommunal- og regionsvalgene i 2009.
Visions-Partiets formål er ifølge partiets vedtægter følgende: 
| Citat | §2 Formål: Partiets formål er at fremme en ny vision for samfundet ud fra spirituelle idealer, menneskehedens tidløse visdom og en brobygning mellem holistiske og videnskabelige verdensbilleder. Grundholdningen tager udgangspunkt i: - Respekt for og kærlighed til det enkelte menneske. - Ligeværd, fællesskab og tryghed imellem mennesker. - Ansvarlighed og åbenhed imellem mennesker. - Respekt for alt liv og for Jorden. Partiets IDÉGRUNDLAG, vedtaget d. 25/8 2002, er bærende for partiets virksomhed." | Citat |
|       | |       |

I 2008 skiftede partiet navn fra VisionsPartiet til Visions-Partiet, bl.a. ud fra en numerologisk begrundelse. 
Partiformand er Flemming Nielsen.

## Ekstern henvisning
- Visions-Partiets website Arkiveret 6. april 2009 hos  Wayback Machine